# (10869) 1996 SJ4
(10869) 1996 SJ4 est un astéroïde de la ceinture principale d'astéroïdes découvert en 1996.

## Description
(10869) 1996 SJ4 a été découvert le 21 septembre 1996 à la station de Xinglong, dans la province chinoise d'Hebei (Chine), par le Beijing Schmidt CCD Asteroid Program.

### Caractéristiques orbitales
L'orbite de cet astéroïde est caractérisée par un demi-grand axe de 2,23 ua, un périhélie de 1,78 ua, une excentricité de 0,20 et une inclinaison de 5,07° par rapport à l'écliptique. Du fait de ces caractéristiques, à savoir un demi-grand axe compris entre 2 et 3,2 ua et un périhélie supérieur à 1,666 ua, il est classé, selon la JPL Small-Body Database, comme objet de la ceinture principale d'astéroïdes.

### Caractéristiques physiques
(10869) 1996 SJ4 a une magnitude absolue (H) de 14,6 et un albédo estimé à 0,420.